# Carrefour Bineau
Le carrefour Bineau est une voie de circulation entre Levallois-Perret et Neuilly-sur-Seine, dans le département des Hauts-de-Seine.

## Situation et accès
Ce carrefour est situé sur l'ex-route nationale 308 qui prend le nom de boulevard Bineau sur plusieurs communes.
Il est le point de rencontre des voies suivantes, dans le sens des aiguilles d'une montre :
- Boulevard Bineau à Levallois-Perret,
- Avenue de la Porte-de-Villiers,
- Rue Parmentier à Neuilly-sur-Seine,
- Rue des Dames-Augustines à Neuilly-sur-Seine,
- Boulevard Bineau à Neuilly-sur-Seine,
- Rue de Villiers, trottoir de gauche à Neuilly-sur-Seine et trottoir de droite à Levallois-Perret
- Rue Louise-Michel à Levallois-Perret.

## Origine du nom
Comme les boulevards du même nom, ce carrefour est nommé en hommage à Jean-Martial Bineau (1805-1855), homme politique français, ministre des Travaux publics en 1849.

## Historique

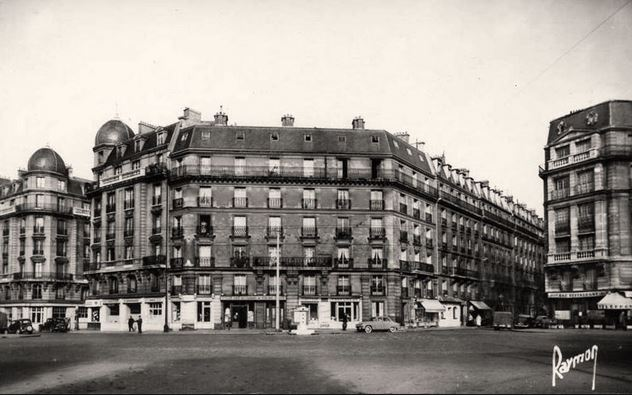

Il est parfois appelé carrefour de Villiers sur d'anciennes photographies.

## Bâtiments remarquables et lieux de mémoire
- Consulat général d'Égypte

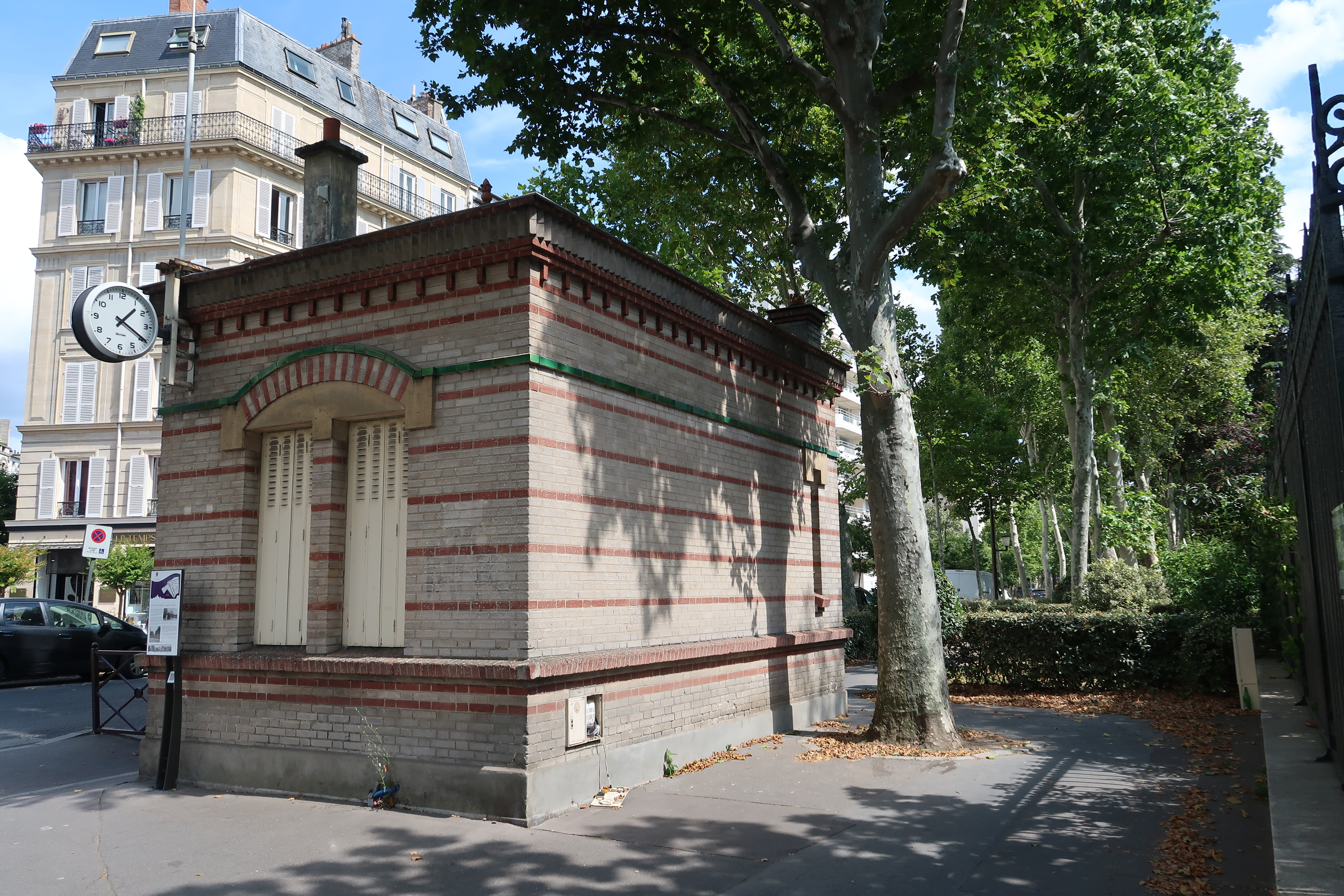
Bâtiment de l'ancien octroi.

- Côté avenue de la Porte-de-Villiers est installé un ancien bureau d'octroi[2]. Celui de Villiers est attesté au moins depuis 1869. À l'origine en bois, le bâtiment est reconstruit en briques en 1909 par l'architecte Léopold Girauld[3].

L'octroi municipal est créé en 1825. En 1939, il est remplacé par l'Octroi intercommunal de banlieue, conduisant à la désaffection des anciens bâtiments : sur les neuf que comptait Neuilly, seuls trois subsistent encore, notamment celui jouxtant Levallois-Perret (carrefour Bineau),.